# ラルストニア属
ラルストニア属（ラルストニアぞく、Ralstonia）は真正細菌Pseudomonadota門ベータプロテオバクテリア綱バークホルデリア目バークホルデリア科の属の一つである。米カリフォルニア大学デービス校の食品細菌学教授だったEricka Ralstonにちなんで名づけられた。
カリフォルニア大学ロサンゼルス校の研究者は、ラルストニア属の1種ラルストニア・ユートロファH16株（Ralstonia eutropha H16、現在はワウテルシア属（Wautersia）とされている）を、太陽電池で作った電気を使い、CO2を原料としてイソブタノールを作れるよう遺伝子組換えで改変した。このプロジェクトはアメリカ合衆国エネルギー省の資金援助で行われ、既存のインフラで輸送燃料としての石油に代わって使用できる高エネルギー密度の「Electrofuel」を作ることを目的とした。
なお、ラルストニア属は14種が知られていたが、現在その多くは近縁のカプリアビダス属(Cupriavidus)に変更されている。当時、ラルストニア属に残ったのは5種のみとなっていた。

## 下位分類（種）
ラルストニア属は以下の種を含む(2024年9月現在)。

### IJSEMに正式承認されている種
- Ralstonia chuxiongensis

Lu et al. 2023
- Ralstonia insidiosa　ラルストニア インシディオーサ

Coenye et al. 2003
- Ralstonia mannitolilytica　ラルストニア・マンニトリティカ

corrig. De Baere et al. 2001
- Ralstonia mojiangensis

Lu et al. 2023
- Ralstonia nicotianae

Liu et al. 2023
- Ralstonia pickettii　ラルストニア・ピッケティ

(Ralston et al. 1973) Yabuuchi et al. 1996
- Ralstonia pseudosolanacearum　ラルストニア・シュードソラナセラム

Safni et al. 2014
- Ralstonia solanacearum　青枯病菌

(Smith 1896) Yabuuchi et al. 1996
- Ralstonia soli

Lu et al. 2023
- Ralstonia syzygii　ラルストニア・シジギイ

(Roberts et al. 1990) Vaneechoutte et al. 2004
- - Ralstonia syzygii subsp. indonesiensis

Safni et al. 2014
- - Ralstonia syzygii subsp. syzygii

(Roberts et al. 1990)
Safni et al. 2014
- - Ralstonia syzygii subsp. celebesensis

Safni et al. 2014
- Ralstonia wenshanensis

Lu et al. 2022

### IJSEMに未承認の種
- "Ralstonia condita"

Steyaert et al. 2024
- "Ralstonia edaphis"

Steyaert et al. 2024
- "Ralstonia flaminis"

Steyaert et al. 2024
- "Ralstonia flatus"

Steyaert et al. 2024
- "Ralstonia holmesii"

Steyaert et al. 2024
- "Ralstonia psammae"

Steyaert et al. 2024
- "Ralstonia thomasii"

Steyaert et al. 2024
- Ralstonia basilensis

Steinle et al. 1999
現在はCupriavidus basilensis（カプリアビダス・バシレンシス）が正しいとされる。
- Ralstonia campinensis

Goris et al. 2001
現在はCupriavidus campinensis（カプリアビダス・カムピネンシス）が正しいとされる。
- Ralstonia eutropha

(Davis 1969) Yabuuchi et al. 1996
現在はWautersia eutropha（ワウテルシア・ユートロファ）が正しいとされる。
- Ralstonia gilardii

Coenye et al. 1999
現在はCupriavidus gilardii（カプリアビダス・ジラーディイ）が正しいとされる。
- Ralstonia metallidurans

Goris et al. 2001
現在はCupriavidus metallidurans（カプリアビダス・メタリデュランス）が正しいとされる。
- Ralstonia oxalatica

corrig. (ex Khambata and Bhat 1953) Sahin et al. 2000
現在はCupriavidus oxalatica（カプリアビダス・オキサラティカ）が正しいとされる。
- Ralstonia paucula

Vandamme et al. 1999
現在はCupriavidus paucula（カプリアビダス・パウクラ）が正しいとされる。
- Ralstonia respiraculi

Coenye et al. 2003
現在はCupriavidus respiraculi（カプリアビダス・レスピラクリ）が正しいとされる。
- Ralstonia taiwanensis

Chen et al. 2001
現在はCupriavidus taiwanensis（カプリアビダス・タイワネンシス）が正しいとされる。

## ゲノミクス
- Ralstonia Genome Projects (from Genomes OnLine Database)
- Comparative Analysis of Ralstonia Genomes (at DOE's IMG system)